# Honda E series
La Serie E es una familia de motores de dos o cuatro cilindros en línea producidos por el fabricante japonés Honda. Se han utilizado en modelos como el popular Honda Civic, el Accord y el Prelude en las décadas de 1970 y 1980. Lo que más caracteriza esta familia de motores es el uso de la tecnología CVCC, que lograba reducir notablemente las emisiones y hacer más eficientes los motores sin tener que instalar catalizadores. Además, el ED1 fue elegido por Ward como uno de los 10 mejores motores del siglo XX.

## EA
Véase también: Entrada en la Wikipedia en japonés
El EA era un grupo de motores de dos cilindros en línea de 356 cm³ (0,4 litros) refrigerados por agua con un diámetro x carrera de 67 x 50,6 mm (2,64 x 1,99 plg), que reemplazaba el motor refrigerado por aire del N360 de 354 cm³ (0,4 litros). Con un diseño SOHC con correa de distribución, en sustitución de la cadena se utiliza en el motor N360, el EA se vio por primera vez en el Honda Life de 1971. Este se deriva del motor refrigerado por aire de la moto Honda CB450 y fue adaptado para la refrigeración por agua. La cilindrada se redujo para estar de acuerdo con la legislación de kei car japonesa, que estipula que una cilindrada máxima. Rendía una potencia de 30 CV (22,1 kW) a las 8000 rpm. Se instaló en el Honda Life, mientras que el Honda Z y la Honda Life Touring introducido en mayo de 1972, recibieron un modelo con doble carburador con una potencia de 36 CV (26,5 kW) a las 9000 rpm.
Aplicaciones
- Honda Life 1971-1974
- Honda Z 1972-1974
  - Potencia:
    - 1971: 30 CV (22,1 kW) @ 8000 rpm
    - 1972: 36 CV (26,5 kW) @ 9000 rpm

## EB
Aplicaciones
- EB1: Honda Civic 1973-
- EB2: Honda Civic 1974-1979
- EB3: Honda Civic 1978-1979
  - Cilindrada: 1170 cm³ (1,17 litros) (EB1) y 1238 cm³ (1,24 litros) (EB2 y EB3)
  - Carburador doble
  - Potencia:
    - EB1: 50 HP (37,3 kW) @ 5000 rpm
    - EB2/3: 63 HP (47,0 kW) @ 5000 rpm

  - Par:
    - EB1: 80 N·m (59,0 lb·pie) @ 3000 rpm
    - EB2/3: 104 N·m (77 lb·pie) @ 3000 rpm

## EC
La serie EC se usaba en los Honda Civic de finales de los años 1970, con una cilindrada de 1487 cm³ (1,5 L; 90,7 plg³).
Aplicaciones
- Honda Civic 1975-1976
- Honda Civic 1977-1979

## ED
Con la serie ED introdujeron la tecnología CVCC.
Aplicaciones
- ED1: Honda Civic CVCC 1975-
- ED2: Honda Civic Wagon 1975-
- ED3: Honda Civic CVCC 1976-1979
- ED4: 1976-1979 Honda Civic Wagon 1976-1979
  - Cilindrada: 1487 cm³ (1,5 L; 90,7 plg³)
  - SOHC 12 válvulas
  - Carburador de 3 vías
  - Potencia: 52 HP (39 kW) @ 5000 rpm
  - Par: 92 N·m (68 lb·pie) @ 3000 rpm

## EF
Aplicaciones
- Honda Accord CVCC 1976-1978 (mercado estadounidense)[2]
  - Cilindrada: 1598 cm³ (1,6 L; 97,5 plg³)
  - SOHC 12 válvulas CVCC
  - Potencia: 68 HP (68,9 CV) @ 5000 rpm
  - Par: 115 N·m (85 lb·pie) @ 3000 rpm
  - Diámetro x carrera: 74 x 93 mm (2,91 x 3,66 pulgadas)
  - Bloque de hierro fundido y culata de aluminio
  - Culata de 6 puertos: 4 de entrada y 2 de salida
  - Orden de válvulas (ESSEESSE)
  - Carburador de 3 gargantas Keihin. En 1976 tenían una marcha manual y en 1977-1978 fueron de marcha automática.

## EG
Aplicaciones
- Honda Accord 1976-1978 (fuera de Estados Unidos)
  - Cilindrada: 1598 cm³ (1,6 L; 97,5 plg³)
  - SOHC 8 válvulas
  - Carburador de 2 vías
  - Potencia: 68 HP (68,9 CV) @ 5000 rpm
  - Par: 115 N·m (85 lb·pie) @ 3000 rpm

## EH
Los motores EH de dos cilindros refrigerados por agua SOHC de 545 cm³ (0,55 litros) con un diámetro x carrera de 72 x 67 mm (2,83 x 2,64 pulgadas), se instalaron en la segunda generación de la camioneta Honda Acty en julio de 1977 y más tarde, en 1985 en el Honda Today. Se basaba en colocar cuatro cilindros tipo bóxer utilizado en la moto Honda Goldwing. La potencia nominal era de 28 CV (20,6 kW) a las 5500 rpm y un par máximo (41 N·m (30 lb·pie) a las 4000 rpm. Cuando se instaló en el Honda Today, la potencia máxima se aumentó hasta 31 CV (22,8 kW) a las 5500 rpm.
Aplicaciones
- Honda Acty 1977-1988
- Honda Today 1985-1988
  - Cilindrada:
  - Potencia: 31 CV (22,8 kW) @ 5500 rpm
  - Par: 41 N·m (30 lb·pie) @ 4000 rpm

## EJ
El modelo EJ era de 1335 cm³ (1,3 L; 81,5 plg³) con culata SOHC de 12 válvulas con CVCC y un carburador de 3 gargantas, 4 válvulas de entrada, 4 de salida y 4 auxiliares. La potencia máxima era de 68 HP (68,9 CV) a las 5000 rpm y el par de 104 N·m (77 lb·pie) a las 3000 rpm.
- EJ1
  - Honda Civic (segunda generación)
  - Honda Ballade 1980
  - Honda Civic CVCC 1981-1983

## EK
Aplicaciones
- Honda Accord CVCC 1979-1983 (mercado de Estados Unidos)
- Honda Prelude CVCC 1979-1982 (mercado de Estados Unidos)
- Honda Vigor 1981-1985 (mercado de Japón)[2]
  - Culata SOHC 12 de válvulas CVCC
  - Cilindrada: 1751 cm³ (1,8 L; 106,9 plg³)
- Diámetro x carrera: 77 x 94 mm (3,03 x 3,70 pulgadas)
- Carburador de 3 barriles Keihin, todos de marcha automática
- Enfriador de aceite
- Culata de 6 puertos: 4 de entrada y 2 de salida
- Culata de 8 puertos: 4 de entrada y 4 de salida
  - Orden de válvulas (ESSEESSE) para modelos de California en 1980 y resto de Estados Unidos en 1981.
  - Orden de válvulas (SEESSEES) desde 1982 hasta fin de producción del CVCC en 1985
- Potencia:
  - 6 puertos: 72 HP (73,0 CV) @ 4500 rpm
  - 8 puertos: 75 HP (76,0 CV) @ 4500 rpm
- Par:
  - 6 puertos: 127 N·m (94 lb·pie) @ 3000 rpm
  - 8 puertos: 130 N·m (96 lb·pie) @ 3000 rpm

- Nota: El código EK9 no está relacionado al código EK, ya que se trata de un modelo del Honda Civic Type-R (EK9) hatchback producido entre 1996-2000 con un motor B16B.

## EL
Aplicaciones
- Honda Accord 1979-1983 (fuera de Estados Unidos)
- Honda Prelude 1979-1982 (Australia y Canadá)
  - Cilindrada: 1602 cm³ (1,6 L; 97,8 plg³)
  - SOHC 8 válvulas
  - Carburador de 2 vías
  - Potencia: 78 HP (79,1 CV) @ 5000 rpm
  - Par: 132 N·m (97 lb·pie) @ 3000 rpm

## EM
Aplicaciones
- Honda Civic 52 HP (52,7 CV) 1980
- Honda Civic 63 HP (63,9 CV) 1981-1983
  - Cilindrada: 1487 cm³ (1,5 L; 90,7 plg³)
  - Culata SOHC de 12 válvulas con CVCC
  - Carburador de 3 vías
  - Potencia:
    - 1980: 52 HP (52,7 CV) @ 5000 rpm
    - 81-83: 63 HP (63,9 CV) @ 5000 rpm

  - Par:
    - 1980: 92 N·m (68 lb·pie) @ 3000 rpm
    - 81-83: 104 N·m (77 lb·pie) @ 3000 rpm

## EN
Aplicaciones
- Cilindrada: 1335 cm³ (1,3 L; 81,5 plg³)
- SOHC 8 válvulas
- EN1: Honda Civic 1980-1983
  - Carburador individual
  - Potencia: 60 HP (60,8 CV)
- EN4: Honda Civic S 1981-1984 y Triumph Acclaim
  - Carburador doble
  - Potencia: 71 HP (72,0 CV)

## EP
Aplicaciones
- Honda Quint 1980-1985 (Japón)
- Honda Accord 1980-1981
  - Cilindrada: 1602 cc
  - SOHC 8 válvulas
  - Carburador de 2 vías.
  - Potencia: 90 CV (66,2 kW) @ 5500 rpm
  - Par 129 N·m (95 lb·pie) @ 3500 rpm

## ER
El ER es un modelo con relación de biela de carrera más larga, culata de 12 válvulas, CVCC-II (en Japón) y 8 válvulas (en Europa). El motor de cuatro cilindros de Asia solamente se utilizó en el City/Jazz AA/VF/FA (1981-1986). Estaba disponible como una versión carburada o con la versión de inyección de combustible PGM-FI de Honda como en uno de los pocos motores turbo construido por Honda. El motor CVCC del mercado japonés también era conocido como COMBAX, acrónimo de COMpact Blazing-combustion AXiom. La serie E se diseñó para ajustarse a una conducción económica, con engranajes de marcha mayores y más tarde, con una computadora para controlar la mezcla variable. A partir de marzo de 1985, los motores ER de aspiración natural obtuvieron bielas compuestas, para ser el primer coche de producción del mundo en llevarlas instaladas, las cuales eran más ligeras y fuertes que han contribuido a reducir todavía más el consumo de combustible.
Los motores comerciales de menor potencia de la serie "Pro" tenían una compresión más baja, un encendido temporizado y una marcha manual. Los motores ER tenían cinco cojinetes de cigüeñal y el árbol de levas se vio impulsado por una correa dentada.
| Tipo de motor                         | Cuatro cilindros en línea, culata SOHC CVCC-II 12 válvulas | Cuatro cilindros en línea, culata SOHC CVCC-II 12 válvulas | Cuatro cilindros en línea, culata SOHC CVCC-II 12 válvulas | Cuatro cilindros en línea, culata SOHC CVCC-II 12 válvulas |
| Cilindrada                            | 1231 cm³ (1,2 L; 75,1 plg³)                                | 1231 cm³ (1,2 L; 75,1 plg³)                                | 1231 cm³ (1,2 L; 75,1 plg³)                                | 1231 cm³ (1,2 L; 75,1 plg³)                                |
| Diámetro x carrera                    | 66 x 90 mm (2,60 x 3,54 pulgadas)                          | 66 x 90 mm (2,60 x 3,54 pulgadas)                          | 66 x 90 mm (2,60 x 3,54 pulgadas)                          | 66 x 90 mm (2,60 x 3,54 pulgadas)                          |
| Tipo de combustible                   | Sin plomo (Estados Unidos) o con plomo (resto)             | Sin plomo (Estados Unidos) o con plomo (resto)             | Sin plomo (Estados Unidos) o con plomo (resto)             | Sin plomo (Estados Unidos) o con plomo (resto)             |
| Potencia máxima                       | Par máximo                                                 | Alimentación                                               | Relación de compresión                                     | Notas                                                      |
| 45 CV (33,1 kW) DIN @ 4500 rpm        | 82 N·m (60 lb·pie) @ 2500 rpm                              | Carburador de 1 garganta                                   | 10.2:1 (normal)                                            | Mercado europeo                                            |
| 56 CV (41,2 kW) DIN @ 5000 rpm        | 93 N·m (69 lb·pie) @ 3500 rpm                              | Carburador de 1 garganta, marcha manual                    | 10.2:1 (gasolina súper)                                    | Mercado europeo (Modelos ER1 & ER4)                        |
| 61 CV (45 kW) JIS @ 5000 rpm          | 96 N·m (71 lb·pie) @ 3000 rpm                              | Carburador de 2 gargantas                                  | 9.0:1 (sin plomo)                                          |                                                            |
| 63 CV (46,3 kW) JIS @ 5000 rpm        | 98 N·m (72 lb·pie) @ 3000 rpm                              | Carburador de 2 gargantas                                  | 10.0:1 (sin plomo)                                         | E-series, U,R y Cabriolet (AT)                             |
| 67 CV (49,3 kW) JIS @ 5000 rpm        | 98 N·m (72 lb·pie) @ 3000 rpm                              | Carburador 2 de gargantas                                  | 10.0:1 (sin plomo)                                         | R y Cabriolet con transmisión manual                       |
| 100 CV (73,6 kW) JIS @ 5500 rpm       | 147 N·m (108 lb·pie) @ 3000 rpm                            | Inyección turbo                                            | 7.5:1 (sin plomo)                                          | Honda City Turbo                                           |
| 110 CV (108 HP; 81 kW) JIS @ 5500 rpm | 160 N·m (118 lb·pie) @ 3000 rpm                            | Inyección Turbo con Intercooler                            | 7.6:1 (sin plomo)                                          | Honda City Turbo II "Bulldog"                              |

Las versiones con carburador utilizaban ya sea una sola garganta o doble fabricado por Keihin. El turbocompresor en el City Turbo y City Turbo II fue desarrollado en conjunto con IHI. El Turbo II está equipado con un intercooler y una computadora que controla la válvula de descarga.

## ES
- ES1
  - Honda Prelude 1983-1984
- ES2
  - Honda Accord 1984-1985
- ES3
  - Honda Accord SE-i 1985-
  - Honda Vigor VTL-i, VT-i, TT-i 1981-1985 (Japón)
    - Cilindrada: 1829 cm³ (1,8 L; 111,6 plg³)
    - SOHC 12 válvulas
    - Carburadores de 2 vías (ES1), 3 vías (ES2) e inyección PGM-FI (ES3)
    - Potencia:
      - ES1: 100 HP (101,4 CV) @ 5500 rpm
      - ES2: 86 HP (87,2 CV) @ 5800 rpm
      - ES3: 101 HP (102,4 CV) @ 5800 rpm

    - Par:
      - ES1: 141 N·m (104 lb·pie) @ 4000 rpm
      - ES2: 134 N·m (99 lb·pie) @ 3500 rpm
      - ES3: 146 N·m (108 lb·pie) @ 2500 rpm

## ET
Aplicaciones
- Honda Accord 1983-1985
- Honda Prelude 1985-1986
  - Cilindrada: 1829 cc
  - SOHC 12 válvulas
  - Carburador de unua vía y colector 4-1 (ET1).
  - Carburador de 2 vías y colector 4-2-1 (ET2)
  - Carburador de 3 vías (versión japonesa del Accord)
  - Potencia: 100 CV (73,6 kW) @ 5500 rpm
    - Accord japonés: 110 CV (80,9 kW) @ 5800 rpm[9]

  - Par: 141 N·m (104 lb·pie) @ 4000 rpm

## EV
- EV1
  - Honda Civic 1983-1986
  - Honda CRX 1983-1986
- EV2
  - Rover 213 1984-1990 con 70 HP (71,0 CV)

El modelo EV tenía una cilindrada de 1342 cm³ (1,3 L; 81,9 plg³), una culata SOHC 12 válvulas, carburadores de 3 gargantas capaces de producir una potencia de 60 HP (60,8 CV) a las 5500 rpm y un par máximo de 99 N·m (73 lb·pie) a las 3500 rpm (mercado de Estados Unidos). La versión del mercado japonés tenía 12 válvulas con sistema CVCC auxiliares, que producía una potencia máxima de 80 CV (58,8 kW) a las 6000 rpm y un par máximo de 111 N·m (82 lb·pie) a las 3500 rpm. Estaba disponible en todas las carrocerías del Honda Civic de tercera generación.

## EW
El modelo EW fue presentado junto con la tercera generación de Honda Civic en septiembre de 1983. La cilindrada era de 1487 cm³ (1,5 L; 90,7 plg³), culata SOHC de 12 válvulas, los primeros EW1 con carburador producían una potencia máxima de 58 a 76 CV (42,7 a 55,9 kW) y un par máximo de 108 a 114 N·m (80 a 84 lb·pie). Los modelos EW3 y EW4 de inyección producían una potencia de 91 CV (66,9 kW) a las 5500 rpm y un par máximo de 126 N·m (93 lb·pie) a las 4500 rpm. El nombre "EW" se acaba sustituyendo por la serie D15 en 1987, EW1 por D15A1, EW2 por D15A2 y así sucesivamente. También recibió una nueva colocación del sello en la parte delantera del motor, como la "moderna serie D" (1988 +).
- EW1
  - Honda Civic/CRX DX (sin etiqueta) 1983-1985
  - Honda Civic 1983-1986
  - Honda Shuttle 1983-1986
- EW2
  - Honda Civic sin CVCC EFI (CDM) 1983-1987
- EW3
  - Honda Civic/CRX Si sin CVCC 1985-
- EW4
  - Honda CRX Si sin CVCC 1985-1986
  - Honda Civic Si sin CVCC 1986
- EW5 (1986-1987, solamente en Japón)
  - CR-X 1.5i
  - Civic 25i Hatchback
  - Ballade CRi Sedán.
    - Similar al EW1 con inyección CVCC 12 válvulas (4 Auxiliares).
    - Potencia:
      - Civic: 100 CV (73,6 kW) @ 5800 rpm
      - CRX: 110 CV (80,9 kW) @ 5800 rpm

    - Par:
      - Civic: 129 N·m (95 lb·pie) @ 4000 rpm
      - CRX: 135 N·m (100 lb·pie) @ 4500 rpm